# Matteo Guarise
Matteo Guarise (Rímini, 15 de septiembre de 1988) es un deportista italiano que compite en patinaje artístico, en la modalidad de parejas.
Ganó una medalla de oro en el Campeonato Europeo de Patinaje Artístico sobre Hielo de 2024. Participó en tres Juegos Olímpicos de Invierno, entre los años 2014 y 2022, ocupando el cuarto lugar en Pyeongchang 2018 y el séptimo en Pekín 2022, en la prueba por equipos.

## Palmarés internacional
| Campeonato Europeo | Campeonato Europeo | Campeonato Europeo | Campeonato Europeo |
| Año                | Lugar              | Medalla            | Categoría          |
| ------------------ | ------------------ | ------------------ | ------------------ |
| 2024               | Kaunas (Lituania)  | Medalla de oro     | Parejas            |